# Верхнее Мамбетшино
Верхнее Мамбетшино (баш. Үрге Мәмбәтша) — деревня в Зианчуринском районе Республики Башкортостан Российской Федерации. Входит в состав Яныбаевского сельсовета.

## География

### Географическое положение
Расстояние до:
- районного центра (Исянгулово): 109 км,
- центра сельсовета (Яныбаево): 7 км,
- ближайшей ж/д станции (Кувандык): 42 км.

## Население
| 1939 | 1959 | 1970 | 1979 | 1989 | 2002 | 2009 |
| ---- | ---- | ---- | ---- | ---- | ---- | ---- |
| 188  | ↘176 | ↗227 | ↘222 | ↗254 | ↗280 | ↗306 |
| 2010 |      |      |      |      |      |      |
| ↘265 |      |      |      |      |      |      |